# منزل ريفن
منزل ريفن (بالإنجليزية: Raven's Home)‏ هو سيت كوم عائلي أمريكي  من بطولة رايفن سيمون، إيزاك ريان براون وأنيليز فان دير بول. صدر الموسم الأول من المسلسل على قناة ديزني في 21 يوليو 2017.